# Патрик Спрингс (Вирџинија)
Патрик Спрингс (енгл. Patrick Springs) насељено је место без административног статуса у америчкој савезној држави Вирџинија.

## Демографија
По попису из 2010. године број становника је 1.845, што је 223 (-10,8%) становника мање него 2000. године.
| Група             | 2000.         | 2010.         |
| Белци             | 1.865 (90,2%) | 1.601 (86,8%) |
| Афроамериканци    | 141 (6,8%)    | 166 (9,0%)    |
| Азијати           | 0 (0,0%)      | 1 (0,1%)      |
| Хиспаноамериканци | 38 (1,8%)     | 55 (3,0%)     |
| Укупно            | 2.068         | 1.845         |